# Frankrike vid världsmästerskapen i friidrott 2022
Frankrike tävlade vid världsmästerskapen i friidrott 2022 i Eugene i USA mellan den 15 och 24 juli 2022. Frankrike hade en trupp på 45 idrottare, varav 32 herrar och 13 damer.

## Medaljörer
| Medalj | Idrottare   | Gren              | Datum   |
| ------ | ----------- | ----------------- | ------- |
| Guld   | Kevin Mayer | Herrarnas tiokamp | 24 juli |

## Resultat

### Herrar
Gång- och löpgrenar
| Idrottare                                                                   | Gren                  | Försöksheat  | Försöksheat | Semifinal        | Semifinal        | Final            | Final            |
| Idrottare                                                                   | Gren                  | Resultat     | Placering   | Resultat         | Placering        | Resultat         | Placering        |
| --------------------------------------------------------------------------- | --------------------- | ------------ | ----------- | ---------------- | ---------------- | ---------------- | ---------------- |
| Mouhamadou Fall                                                             | 200 meter             | 20,83        | 40          | Gick inte vidare | Gick inte vidare | Gick inte vidare | Gick inte vidare |
| Benjamin Robert                                                             | 800 meter             | 1.45,94      | 15 0q0      | 1.45,67          | 9                | Gick inte vidare | Gick inte vidare |
| Gabriel Tual                                                                | 800 meter             | 1.46,34      | 19 0Q0      | 1.45,53          | 7 0Q0            | 1.45,49          | 6                |
| Jimmy Gressier                                                              | 10 000 meter          | —            | —           | —                | —                | 27.44,55         | 11               |
| Hassan Chahdi                                                               | Maraton               | —            | —           | —                | —                | 2:09.20          | 17               |
| Just Kwaou-Mathey                                                           | 110 meter häck        | 13,32        | 5 0Q0       | 13,25            | 7                | Gick inte vidare | Gick inte vidare |
| Pascal Martinot-Lagarde                                                     | 110 meter häck        | 13,49        | 17 0q0      | 13,40 0SB0       | 13               | Gick inte vidare | Gick inte vidare |
| Sasha Zhoya                                                                 | 110 meter häck        | 13,48        | 15 0Q0      | 13,47            | 18               | Gick inte vidare | Gick inte vidare |
| Wilfried Happio                                                             | 400 meter häck        | 49,60        | 13 0Q0      | 48,14 0PB0       | 3 0Q0            | 47,41 0PB0       | 4                |
| Mehdi Belhadj                                                               | 3 000 meter hinder    | 8.20,47      | 13 0q0      | —                | —                | 8.34,49          | 13               |
| Aurélien Quinion                                                            | 35 kilometer gång     | —            | —           | —                | —                | 2:28.46 0NR0     | 14               |
| Méba-Mickaël Zeze Pablo Matéo Ryan Zeze Jimmy Vicaut Aymeric Priam (reserv) | 4 × 100 meter stafett | 38,09 0SB0   | 2 0Q0       | —                | —                | 0DSQ0            | 0DSQ0            |
| Thomas Jordier Loïc Prévot Simon Boypa Teo Andant                           | 4 × 400 meter stafett | 3.03,13 0SB0 | 8 0q0       | —                | —                | 3.01,35 0SB0     | 7                |

Teknikgrenar
| Idrottare            | Gren          | Kval               | Kval               | Final            | Final            |
| Idrottare            | Gren          | Distans            | Placering          | Distans          | Placering        |
| -------------------- | ------------- | ------------------ | ------------------ | ---------------- | ---------------- |
| Thibaut Collet       | Stavhopp      | 5,65 m             | 18                 | Gick inte vidare | Gick inte vidare |
| Renaud Lavillenie    | Stavhopp      | 5,75 m             | 8 0q0              | 5,87 m 0SB0      | =5               |
| Valentin Lavillenie  | Stavhopp      | Inget giltigt hopp | Inget giltigt hopp | Gick inte vidare | Gick inte vidare |
| Benjamin Compaoré    | Tresteg       | 16,03 m            | 25                 | Gick inte vidare | Gick inte vidare |
| Enzo Hodebar         | Tresteg       | 16,64 m            | 14                 | Gick inte vidare | Gick inte vidare |
| Jean-Marc Pontvianne | Tresteg       | 16,95 m            | 6 0q0              | 16,86 m          | 8                |
| Quentin Bigot        | Släggkastning | 77,95 m            | 7 0Q0              | 80,24 m          | 4                |
| Yann Chaussinand     | Släggkastning | 73,95 m            | 18                 | Gick inte vidare | Gick inte vidare |

Mångkamp – Tiokamp
| Idrottare   | Gren     | 100 m      | Längd       | Kula    | Höjd        | 400 m      | 110 m häck | Diskus       | Stav        | Spjut        | 1 500 m      | Totalt     | Placering |
| ----------- | -------- | ---------- | ----------- | ------- | ----------- | ---------- | ---------- | ------------ | ----------- | ------------ | ------------ | ---------- | --------- |
| Kevin Mayer | Resultat | 10,62 0SB0 | 7,54 m 0SB0 | 14,98 m | 2,05 m 0SB0 | 49,40 0SB0 | 13,92 0SB0 | 49,44 m 0SB0 | 5,40 m 0SB0 | 70,31 m 0SB0 | 4.41,44 0SB0 | 8 816 0SB0 | 1         |
| Kevin Mayer | Poäng    | 947        | 945         | 788     | 850         | 842        | 985        | 859          | 1 035       | 894          | 671          | 8 816 0SB0 | 1         |

### Damer
Gång- och löpgrenar
| Idrottare                                                    | Gren                  | Försöksheat  | Försöksheat | Semifinal        | Semifinal        | Final            | Final            |
| Idrottare                                                    | Gren                  | Resultat     | Placering   | Resultat         | Placering        | Resultat         | Placering        |
| ------------------------------------------------------------ | --------------------- | ------------ | ----------- | ---------------- | ---------------- | ---------------- | ---------------- |
| Renelle Lamote                                               | 800 meter             | 2.00,71      | 6 0Q0       | 2.00,86          | 18               | Gick inte vidare | Gick inte vidare |
| Laëticia Bapté                                               | 100 meter häck        | 13,03        | 19 0q0      | 12,93            | 18               | Gick inte vidare | Gick inte vidare |
| Cyréna Samba-Mayela                                          | 100 meter häck        | 13,15        | 28          | Gick inte vidare | Gick inte vidare | Gick inte vidare | Gick inte vidare |
| Alice Finot                                                  | 3 000 meter hinder    | 9.14,34 0NR0 | 4 0Q0       | —                | —                | 9.21,40          | 10               |
| Sokhna Lacoste Shana Grebo Sounkamba Sylla Amandine Brossier | 4 × 400 meter stafett | 3.28,89 0SB0 | 7 0Q0       | —                | —                | 3.25,81 0SB0     | 5                |

Teknikgrenar
| Idrottare            | Gren     | Kval    | Kval      | Final              | Final              |
| Idrottare            | Gren     | Distans | Placering | Distans            | Placering          |
| -------------------- | -------- | ------- | --------- | ------------------ | ------------------ |
| Ninon Chapelle       | Stavhopp | 4,50 m  | =1 0q0    | 4,45 m             | 11                 |
| Margot Chevrier      | Stavhopp | 4,50 m  | =10 0q0   | Inget giltigt hopp | Inget giltigt hopp |
| Mélina Robert-Michon | Diskus   | 61,21 m | 12 0q0    | 60,36 m            | 10                 |